# 邹敬园
邹敬园（1998年1月3日—），四川省宜宾市人，中华人民共和国男子竞技体操运动员。2017年开始参加成年组比赛，5月获得了亚锦赛团体、吊环、双杠冠军；10月获得了世锦赛双杠冠军。
2022年5月3日被授予中国青年五四奖章。

## 战绩
2018年8月22日进行的雅加达亚运会男子体操团体赛争夺中，以肖若腾、林超攀、邹敬园、邓书弟、孙炜组成的中国队以总成绩260.950分成功战胜日本获得冠军。

## 成绩一栏

### 奥林匹克运动会
2020年东京奥运：双杠🥇 
（6.9+9.333	=16.233）

### 世界锦标赛
2017年世锦赛·加拿大蒙特利尔：双杠🥇（6.800+9.100=15.900）
2018年世锦赛·多哈：双杠🥇
（7.000+9.433=16.433）
2022年世锦赛·利物浦：双杠🥇
（6.900+9.266=16.166）

### 全国运动会
2017年全国运动员·天津：鞍马第5名（6.1+8.367=14.467）；吊环第5名（6.2+8.500=14.700）；双杠第1名（6.6+9.300=15.900）。

### 全国锦标赛
2016年全国锦标赛·安徽合肥：团体第11名（邹敬园-鞍马15.250、吊环15.250、双杠15.300、单杠11.700、合计57.500）；鞍马第2名（15.334）；吊环第8名（14.634）。

2017年全国锦标赛·湖北武汉：团体第13名（邹敬园-鞍马14.750、吊环14.850、跳马13.900、双杠15.600、合计59.100）；鞍马第1名（6.1+8.833=14.933）；双杠第1名（6.8+9.200=16.000）。

### 全国冠军赛
2016年全国冠军赛·浙江湖州：鞍马第6名（13.767）；吊环第1名（15.167，并列）；双杠第1名（15.734）。

## 外部連結
- Zou Jingyuan at the International Federation of Gymnastics (archive)